# WWWF United States Tag Team Championship
O WWWF United States Tag Team Championship foi um título de duplas de revezamento, pertencente à World Wide Wrestling Federation de 1963 a 1967. Originalmente, a WWWF era um membro da National Wrestling Alliance operando fora do Nordeste, e foi chamada de Capitol Wrestling Corporation. O campeonato começou como sendo do território da Capitol Wrestling e foi chamado de NWA United States Tag Team Championship. Foi assim de 1958 a 1963.

## História do Campeonato
| Wrestlers:                                                   | Reinados: | Data:                   | Local:                    | Notas:                                      |
| ------------------------------------------------------------ | --------- | ----------------------- | ------------------------- | ------------------------------------------- |
| NWA United States Tag Team Championship (versão do Nordeste) |           |                         |                           |                                             |
| Mark Lewin & Don Curtis                                      | 1         | 1958                    |                           | Ganharam de Hans Schmidt & Dick the Bruiser |
| Jerry & Eddie Graham                                         | 1         | 1 de setembro de 1958   | Washington, D.C.          |                                             |
| Mark Lewin & Don Curtis                                      | 2         | Dezembro de 1958        | Washington, D.C.          |                                             |
| Jerry & Eddie Graham                                         | 2         | 27 de maio de 1959      | Bridgeport, Connecticut   |                                             |
| Vago                                                         |           | Novembro de 1959        |                           | Eddie Graham deixou a promoção              |
| Jerry Graham & Johnny Valentine                              | 1         | 14 de novembro de 1959  | West Hampstead, New York  | Ganharam de Mark Lewin & Don Curtis         |
| Jerry & Eddie Graham                                         | 3         | Março de 1960           |                           | Eddie Graham retornou.                      |
| Red & Lou Bastien                                            | 1         | 2 de abril de 1960      | New Haven, Connecticut    |                                             |
| Jerry & Eddie Graham                                         | 4         | 16 de abril de 1960     | New Haven, CT             |                                             |
| Red & Lou Bastien                                            | 2         | 23 de abril de 1960     | Chicago, Illinois         |                                             |
| Os Fabulosos Kangurus (Al Costello and Roy Heffernan)        | 1         | 21 de maio de 1960      | Washington, D.C.          |                                             |
| Red & Lou Bastien                                            | 3         | 8 de agosto de 1960     | Washington, D.C.          |                                             |
| Os Fabulosos Kangurus (Al Costello and Roy Heffernan)        | 2         | 24 de agosto de 1960    | Bridgeport, CT            |                                             |
| Johnny Valentine & Nature Boy Buddy Rogers                   | 1         | 19 de setembro de 1960  | Teaneck, New Jersey       |                                             |
| Os Fabulosos Kangurus (Al Costello and Roy Heffernan)        | 3         | 26 de novembro de 1960  | Washington, D.C.          |                                             |
| Johnny Valentine & Bob Ellis                                 | 1         | 11 de janeiro de 1962   | Washington, D.C.          |                                             |
| Buddy Rogers & Johnny Barend                                 | 1         | 5 de julho de 1962      | Washington, D.C.          |                                             |
| WWWF United States Tag Team Championship                     |           |                         |                           |                                             |
| Buddy Austin & Great Scott                                   | 1         | 7 de março de 1963      | Washington, D.C.          |                                             |
| Skull Murphy & Brute Bernard                                 | 1         | 16 de maio de 1963      | Washington, D.C.          |                                             |
| Killer Kowalski & Gorilla Monsoon                            | 1         | 14 de novembro de 1963  | Washington, D.C.          |                                             |
| John & Chris Tolos                                           | 1         | 28 de dezembro de 1963  | Teaneck, NJ               |                                             |
| Don McClairty & Argentina Apollo                             | 1         | fevereiro de 1964       | Connecticut               |                                             |
| Dr. Jerry & Luke Graham                                      | 1         | 6 de junho de 1964      | Washington, D.C.          |                                             |
| Gene Kiniski & Waldo Von Erich                               | 1         | 4 de fevereiro de 1965  | Washington, D.C.          |                                             |
| Gorilla Monsoon & Bill Watts                                 | 1         | 8 de abril de 1965      | Washington, D.C.          |                                             |
| Dan Miller & Dr. Bill Miller                                 | 1         | 7 de agosto de 1965     | Washington, D.C.          |                                             |
| Tony Parisi & Johnny Valentine                               | 1         | 21 de fevereiro de 1966 | New York, New York        |                                             |
| Baron Mikel Scicluna & Smasher Sloan                         | 1         | 22 de setembro de 1966  | Washington, D.C.          |                                             |
| Spiros Arion & Tony Parisi                                   | 1         | 8 de dezembro de 1966   | Washington, D.C.          |                                             |
| Spiros Arion & Arnold Skaaland                               | 1         | junho de 1967           |                           | Parisi gives his half to Skaaland           |
| Sicilians (Lou Albano & Tony Altimore)                       | 1         | 10 de julho de 1967     | Atlantic City, New Jersey |                                             |
| Bruno Sammartino & Spiros Arion                              | 1         | 24 de julho de 1967     | Atlantic City, NJ         |                                             |
| Título Retirado                                              |           | 1967                    |                           | Título abandonado                           |